# Episodi di Bronco (seconda stagione)
La seconda stagione della serie televisiva Bronco è andata in onda negli Stati Uniti dal 22 settembre 1959 al 14 giugno 1960 sulla ABC.
| nº | Titolo originale         | Prima TV USA      |
| -- | ------------------------ | ----------------- |
| 1  | Game at the Beacon Club  | 22 settembre 1959 |
| 2  | The Burning Spring       | 6 ottobre 1959    |
| 3  | Bodyguard                | 20 ottobre 1959   |
| 4  | The Soft Answer          | 3 novembre 1959   |
| 5  | The Last Resort          | 17 novembre 1959  |
| 6  | The Devil's Spawn        | 1º dicembre 1959  |
| 7  | Flight from an Empire    | 15 dicembre 1959  |
| 8  | Night Train to Denver    | 29 dicembre 1959  |
| 9  | Shadow of Jesse James    | 12 gennaio 1960   |
| 10 | Masquerade               | 26 gennaio 1960   |
| 11 | Volunteers from Aberdeen | 9 febbraio 1960   |
| 12 | Every Man a Hero         | 23 febbraio 1960  |
| 13 | Death of an Outlaw       | 8 marzo 1960      |
| 14 | The Human Equation       | 22 marzo 1960     |
| 15 | Montana Passage          | 5 aprile 1960     |
| 16 | Legacy of Twisted Creek  | 19 aprile 1960    |
| 17 | Tangled Trail            | 3 maggio 1960     |
| 18 | La Rubia                 | 17 maggio 1960    |
| 19 | Winter Kill              | 31 maggio 1960    |
| 20 | End of a Rope            | 14 giugno 1960    |

## Game at the Beacon Club
- Prima televisiva: 22 settembre 1959
- Diretto da: Arthur Lubin
- Scritto da: Jackson Gillis, Arthur W. Silver

### Trama
- Guest star: Gage Clarke (Blythe), John Holland (Winters), Barry Kelley (G. J. Harkness), Connie Hines (Cynthia Harkness), Harry Strang (vecchio), Pat Crowley (Amanda Stover)

## The Burning Spring
- Prima televisiva: 6 ottobre 1959
- Diretto da: Lee Sholem
- Scritto da: Gerald Drayson Adams

### Trama
- Guest star: Berry Kroeger (Carl Hugo), John Qualen (Colby), Rhodes Reason (tenente John Stoddard), Suzanne Lloyd (Marcia Colby), Raymond Bailey (generale Miles), Adam West (maggiore Carter)

## Bodyguard
- Prima televisiva: 20 ottobre 1959
- Diretto da: Lee Sholem

### Trama
- Guest star: Yvonne Craig (Stephanie Ann Kelton), Catherine McLeod (Judith), Alan Baxter (Frank Kelton), Alan Hale, Jr. (Dan Flood)

## The Soft Answer
- Prima televisiva: 3 novembre 1959

### Trama
- Guest star: Mike Road (Ransom), Gregg Barton (Baldy), Leo Gordon (Barnaby Spence), Nancy Gates (Kay), Joseph Ruskin (Jackson), Robert Colbert (Aaron Running Dear), Ray Stricklyn (Billy the Kid)

## The Last Resort
- Prima televisiva: 17 novembre 1959
- Diretto da: Lee Sholem

### Trama
- Guest star: Ken Lynch (Marshal Gaffney), Vito Scotti (Pop Quinta), Marshall Thompson (Billy Styles), Jean Allison (Flora Waters), Arthur Space (Owing), Kent Taylor (Three Finger Jack)

## The Devil's Spawn
- Prima televisiva: 1º dicembre 1959
- Diretto da: Lee Sholem

### Trama
- Guest star: Ray Teal (Jeb Donner), Dan Sheridan (Elkins), Michael Keene (Pete Donner), Gary Vinson (Bud Donner), Jerry Summers (Willy), Richard Evans (Wes), George Mitchell (Maxton), Troy Donahue (Bart Donner)

## Flight from an Empire
- Prima televisiva: 15 dicembre 1959

### Trama
- Guest star: Barry Kelley (Goddard), Albert Carrier (DeNilon), Sasha Harden (Franz), Mary Tyler Moore (Marilee), Leon Belasco (Alexandre), Don 'Red' Barry (Riley), Kaaren Verne (Ilse Von Menheim)

## Night Train to Denver
- Prima televisiva: 29 dicembre 1959
- Diretto da: Leslie Goodwins
- Scritto da: George F. Slavin

### Trama
- Guest star: Jacqueline Mckeever (Laura Winters), Robert Colbert (Ned Atkins), Myron Healey (Matt Larker), Brad Dexter (Al Simon)

## Shadow of Jesse James
- Prima televisiva: 12 gennaio 1960
- Diretto da: Leslie Goodwins
- Scritto da: Gerald Drayson Adams

### Trama
- Guest star: William Forrest (Marshal Shelby), I. Stanford Jolley (Shirley), Jeanne Cooper (Belle Starr), Richard Coogan (Cole Younger), James Westmoreland (Jim Younger), William Hinnant (Bob Younger), Don Eitner (Clay), James Coburn (Jesse James)

## Masquerade
- Prima televisiva: 26 gennaio 1960

### Trama
- Guest star: Rusty Lane (Luke Davis), Frank Albertson (Keene), Jennifer West (Anne Davis), Richard Evans (Tim Willis), Thad Swift (Bowles), Paul Nesbitt (Pat Keene), Paul Maxwell (Lou Drum), Clay Randolph (Joe Bush), Joel Grey (Runt Bowles)

## Volunteers from Aberdeen
- Prima televisiva: 9 febbraio 1960

### Trama
- Guest star: Regis Toomey (giudice Claymore), Susan Morrow (Molly Corley), Robert Reed (Tom Fuller)

## Every Man a Hero
- Prima televisiva: 23 febbraio 1960

### Trama
- Guest star: Patricia Barry (Amy Carter), Simon Oakland (sergente Ross), Mike Road (Evans), Warren Oates (Maple)

## Death of an Outlaw
- Prima televisiva: 8 marzo 1960
- Diretto da: Herbert L. Strock
- Scritto da: Gerald Drayson Adams

### Trama
- Guest star: Míriam Colón (Abrana), Jean Allison (Susan McSween), Rhodes Reason (Pat Garrett), Alan Caillou (John Tunstall), Stephen Joyce (Billy the Kid)

## The Human Equation
- Prima televisiva: 22 marzo 1960
- Diretto da: Lee Sholem

### Trama
- Guest star: Kem Dibbs (Crooked Knife), Joe Partridge (Hughes), Herbert Rudley (maggiore Trask), Harp McGuire (Williams), Robert Barrat (Crippled Bear), Lawrence Dobkin (colonnello Arthur)

## Montana Passage
- Prima televisiva: 5 aprile 1960
- Diretto da: Reginald LeBorg
- Scritto da: Jack Dewitt, Howard Browne, Gerald Drayson Adams

### Trama
- Guest star: Robert Colbert (tenente O'Neill), Hugh Sanders (Stratton), Mari Blanchard (Lola Dalzel), Rex Reason (Amory Tare), Charles Cooper (Wild Bill Hickock), Mala Powers (Ruth Miller)

## Legacy of Twisted Creek
- Prima televisiva: 19 aprile 1960
- Diretto da: André De Toth
- Scritto da: Jack Laird

### Trama
- Guest star: Richard Hale (Long Shadow), Henry Brandon (Yellow Moon), Carleton G. Young (Pedro), John Anderson (Andy Sturdevant), Mike Sargent (tenente Hendrix), William Mims (sceriffo), Larry Chance (Many Trees), Dick Rich (sergente Chase), Billy M. Greene (Washburne), Robert Williams (Howsy McNellis), Gustavo Rojo (Char)

## Tangled Trail
- Prima televisiva: 3 maggio 1960
- Diretto da: Herbert L. Strock
- Scritto da: Dean Riesner

### Trama
- Guest star: Robert Wiensko (Dove), Arch Johnson (Mark Tanner), Marc Lawrence (Joe Russo), Randy Stuart (Claire Russo)

## La Rubia
- Prima televisiva: 17 maggio 1960
- Diretto da: Reginald LeBorg
- Soggetto di: Gerald Drayson Adams

### Trama
- Guest star: Jack Mather (Brother Paul), Carlos Romero (Urbino), Joan O'Brien (Judith Castle), Rodolfo Acosta (Tomas Fierro), Fabrizio Mioni (Salazar), Faith Domergue (Catalina)

## Winter Kill
- Prima televisiva: 31 maggio 1960
- Diretto da: Jesse Hibbs

### Trama
- Guest star: Edgar Buchanan (Pop Owens), Merry Anders (Francie Owens), John Litel (Marshal Sample), Richard Rust (Jack Crowley), Arthur Space (Lansford), John Mitchum (Sawyer), Virginia Gregg (Kate Crowley)

## End of a Rope
- Prima televisiva: 14 giugno 1960
- Scritto da: Orville Hampton

### Trama
- Guest star: Melora Conway (Melissa Brierly), Joan Marshall (Rouge Carter), James Lydon (Allan Brierly), Horace McMahon (Tom Merrick), Don Haggerty (Landry), Vaughn Taylor (Whittaker), Robert Colbert (Pete Andrews)